# Limnophora obsignata
Limnophora obsignata är en tvåvingeart som först beskrevs av Camillo Rondani 1866.  Limnophora obsignata ingår i släktet Limnophora och familjen husflugor. Inga underarter finns listade i Catalogue of Life.